# Periope hoerhammeri
Periope hoerhammeri är en stekelart som först beskrevs av Heinrich 1949.  Periope hoerhammeri ingår i släktet Periope och familjen brokparasitsteklar. Inga underarter finns listade i Catalogue of Life.